# Halle aux Farines
La halle aux Farines est un ancien bâtiment industriel à Paris, construit en 1950 par Denis Honegger, servant à l’origine à stocker la farine produite par les Grands Moulins de Paris. Elle a été reconvertie entre 2004 et 2006 par l'architecte Nicolas Michelin pour accueillir le campus de l'université Paris-Diderot (devenue depuis université Paris Cité) en partance du campus de Jussieu.
Elle se situe sur le quai Panhard-et-Levassor, au sein de l’opération d'aménagement Paris Rive Gauche, dans le quartier de la Gare du 13e arrondissement, à proximité immédiate des autres anciennes installations des Grands Moulins de Paris, également réhabilitées et occupées par Université Paris-Cité.
Le bâtiment sur 5 étages comprend 13 amphithéâtres et 79 salles de travaux dirigés, ainsi que 3 salles informatisées.

## Articles plus généraux
Système éducatif français > Études supérieures en France > Université en France > Université Paris-Diderot > Campus Paris Rive Gauche